# 大沢温泉 (静岡県)
大沢温泉（おおさわおんせん）は、静岡県賀茂郡松崎町（旧国伊豆国）にある温泉。

## 泉質
- カルシウム・ナトリウム - 硫酸塩泉など
  - 源泉温度40 - 53℃

肌をつるつるにする効能があるとされることから、「化粧の湯」とも呼ばれる。

## 温泉街

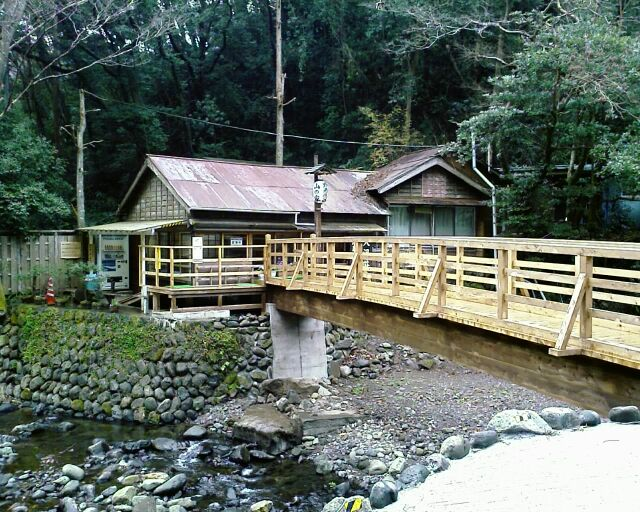
山の家露天風呂

那賀川の支流池代川沿いに2軒の旅館が存在する。他にも民宿が数軒並ぶ。またライダーハウスや、自炊型の湯治場など、伊豆地方の温泉地では少ない宿泊施設も存在するのが特徴である。
かつて遊戯場が存在したが、現在は営業をしていない。
北海道の開拓に大きく貢献した依田勉三はこの地の出身である。池代川の中の岩場には、勉三の兄、依田佐二平の石像が建てられている。

## 歴史
開湯は300年前とされる。

## アクセス
- 車 : 東名高速道路沼津ICより約120分。
- 鉄道 : 伊豆急行線伊豆急下田駅よりバスで約40分。
- 東海バスW40バサラ峠線、松崎町自主運行バスW41松崎小杉原線・W50松崎池代線「大沢温泉口」停留所から徒歩約5分。
- 松崎町自主運行バスW50松崎池代線「大沢温泉」停留所から徒歩約3分。